# پفینگن
پفینگن (به آلمانی: Peffingen) یک شهر در آلمان است که در بیتبورگ-پروم واقع شده‌است.